# На початку славних справ
«На початку славних справ» (рос. «В начале славных дел») — російський радянський художній фільм, друга частина історичної дилогії, знятої у 1980 році режисером Сергієм Герасимовим на основі історичного роману «Петро I» (1945) радянського письменника О. М. Толстого. Продовження фільму «Юність Петра» (1980).

## Сюжет
В кінці XVII століття Росія терпіла величезні збитки в торгівлі, тому що не мала виходу до моря. Юний цар Петро I починає будівництво в Воронежі російського флоту і бере фортецю Азов. В цей час в середовищі бояр зріє невдоволення правлінням молодого монарха.

## У ролях
- Дмитро Золотухін — Петро I
- Тамара Макарова — Наталія Кирилівна, мати Петра
- Наталія Бондарчук — царівна Софія
- Микола Єременко молодший — Меншиков
- Михайло Ножкін — князь Борис Олексійович Голіцин
- Петер Ройсе — Франц Лефорт
- Ульріка Кунце — Анна Монс
- Едуард Бочаров — купець Іван Артемьїч Бровкін
- Любов Полехіна — Санька Бровкіна
- Любов Германова — Євдокія Лопухіна
- Анатолій Баранцев — Микита Зотов
- Михайло Зімін — князь Роман Борисович Буйносов
- Борис Бачурін — Василь Волков
- Роман Філіппов — князь Федір Юрійович Ромодановський
- Юрій Мороз — Альоша Бровкін
- Володимир Кашпур — Овдокім
- Олександр Бєлявський — Лев Кирилович Наришкін
- Віктор Шульгін — патріарх Іоаким
- Микола Гринько — старець Нектарій
- Роман Хомятов — Головін
- Євген Марков — Прокіп Возніцин
- Хельмут Шрайбер — Гордон
- Бодо Вольф — Кьонігсек
- Олександра Матвєєва — княгиня Авдотья Микитівна Буйносова
- Катерина Васильєва — Антонида Буйносова
- Марина Левтова — Ольга Буйносова
- Леонід Рєутов — стрілець Микита Гладкий
- Володимир Маренков — стрілець Овсій Ржев
- Борис Хмельницький — стрілець Кузьма Чормний
- Іван Лапіков — коваль Жемов
- Петро Глєбов — циган
- Віталій Матвєєв — Іуда
- Валерій Долженков — Іван, отаман
- Геннадій Фролов — Артемон Бровкін
- Муза Крепкогорська — Вороб'їха
- Олексій Миронов — Стрешнєв
- Федір Одиноков — сторож
- Артем Карапетян — Гассан-паша
- Олександр Кирилов — Андрюшка Голіков, іконописець
- Марина Голуб — Вєрка
- Володимир Федоров — блазень
- Юрій Чернов — юродивий
- Володимир Ліппарт — капітан
- Віктор Лазарев — епізод
- Галина Левченко — черниця (немає в титрах)
- Зоя Василькова — жінка з бубликами (немає в титрах)
- Дмитро Орловський — епізод
- Владислав Гостищев — візник обозу, який віз опудало крокодила (немає в титрах)

## Знімальна група
- Режисер: Сергій Герасимов
- Сценарист: Сергій Герасимов, Юрій Кавтарадзе
- Оператор: Сергій Філіппов, Х. Хардт
- Композитор: Володимир Мартинов
- Директор картини: Аркадій Кушлянський